# Theramenes exiguus
Theramenes exiguus är en insektsart som beskrevs av Frank H.Hennemann och Oskar V.Conle 2003. Theramenes exiguus ingår i släktet Theramenes och familjen Heteropterygidae. Inga underarter finns listade i Catalogue of Life.